# Frederica de Hanôver (1848–1926)
Frederica Sofia Maria Henriqueta Amélia Teresa de Hanôver e Cumberland (Hanôver, 9 de janeiro de 1848 – Biarritz, 16 de outubro de 1926) foi a segunda filha, a primeira menina, do rei Jorge V de Hanôver e sua esposa Maria de Saxe-Altemburgo. Ela se casou em 1880 com o barão Alfons von Pawel-Rammingen, com quem teve uma filha, e passou a viver principalmente em Hampton Court, fazendo parte da alta sociedade inglesa até sua morte.

## Primeiros anos
Nascida em 9 de janeiro de 1848 em Hanôver, Frederica foi filha mais velha do príncipe herdeiro de Hanôver (mais tarde rei Jorge V) e de sua esposa, a princesa Maria de Saxe-Altemburgo. Ela detinha o título de "Princesa" e o estilo de tratamento de "Sua Alteza Real" em Hanôver. No Reino Unido, ela detinha o título de "Princesa" e o estilo de tratamento de "Sua Alteza" como bisneta na linhagem masculina do rei Jorge III. Em família, era chamada de Lily.
Em janeiro de 1866, o primeiro-ministro da Prússia, Otto von Bismarck, iniciou negociações com Hanôver, representado pelo conde Adolf Ludwig von Platen-Hallermund, a respeito do possível casamento entre Frederica e o príncipe Alberto da Prússia. Estes planos fracassaram à medida que as tensões aumentavam entre Hanôver e a Prússia, resultando finalmente na Guerra Austro-Prussiana.
Em 1866, o pai de Frederica foi deposto como rei de Hanôver. Eventualmente, a família se estabeleceu em Gmunden, na Áustria, onde era proprietária do Castelo de Cumberland, nomeado em homenagem ao título ducal britânico detido pelo pai de Frederica. Frederica visitou a Inglaterra com sua família em maio de 1876, e novamente, após a morte de seu pai, em junho de 1878.

## Casamento
Frederica foi cortejada por seu primo em segundo grau, o príncipe Leopoldo, Duque de Albany (quem se tornou amigo e confidente para toda a vida)  e, mais tarde, Alexandre, Príncipe de Orange. Frederica, no entanto, estava apaixonada pelo barão Alfons von Pawel-Rammingen (1843–1932), filho de um funcionário do governo do Ducado de Saxe-Coburgo-Gota. Alfons serviu como escudeiro do pai de Frederica. Alfons foi naturalizado súdito britânico em 19 de março de 1880 e, em 24 de abril de 1880, ele e Frederica se casaram. O casamento aconteceu na Capela de São Jorge no Castelo de Windsor e foi celebrado pelo Bispo de Oxford. A irmã de Alfons, Anna, era casada com o barão Oswald von Coburg (1822-1904), neto do príncipe Luís Carlos Frederico de Saxe-Coburg-Saalfeld, terceiro filho de Ernesto Frederico, Duque de Saxe-Coburgo-Saalfeld.
Alfred Tennyson, o Poeta Laureado, escreveu um quarteto em honra do casamento de Frederica, focando na relação da princesa com seu pai cego, morto dois anos antes:
| “ | O you that were eyes and light to the King till he passed away From the darkness of life —, He saw not his daughter — he blest her: the blind King sees you to-day, He blesses the wife. | ” |

Após o casamento, Frederica e Alfons viveram em um apartamento no Palácio de Hampton Court. O apartamento ficava na ala sudoeste da fachada oeste do palácio, na suíte anteriormente chamada de "Alojamento da Senhora Governanta". Frederica e Alfons tiveram uma filha que nasceu e morreu no Palácio de Hampton Court:
- Victoria Georgina Beatrice Maud Anne von Pawel-Rammingen (7 de março de 1881 – 27 de março de 1881.[12] Ela foi enterrada na Capela de São Jorge no Castelo de Windsor.

Frederica e Alfons eram convidados frequentes no Castelo de Windsor e na Casa de Osborne.

## Últimos anos
Frederica e Alfons desistiram de seu apartamento no Palácio de Hampton Court em 1898.  Embora continuassem a viver parte do ano na Inglaterra, posteriormente passaram mais tempo em Biarritz, na França, onde haviam passado férias anteriormente. Eles eram donos da Villa Mouriscot. Em Mouriscot, o rei Afonso XIII de Espanha pediu a mão da princesa Vitória Eugénia de Battenberg em casamento em 1906. Frederica era madrinha de batismo da princesa.
Frederica morreu em 16 de outubro de 1926 em Biarritz. Ela foi enterrada na Capela de São Jorge no Castelo de Windsor. Seu testamento foi lido em Londres em 1927. Seu patrimônio foi avaliado em £ 85 (ou £ 3.700 em 2022 quando ajustado pela inflação).  Em 1927, uma janela em sua memória foi inaugurada na Igreja Inglesa em Biarritz.